# Émile Benveniste
Émile Benveniste ( Alepo, Siria, 27 de mayo de 1902-París, Francia, 3 de octubre de 1976 ) fue un teórico del lenguaje y profesor de lingüística francesa.

## Trayectoria
Estudió en la Sorbona con Antoine Meillet, antiguo discípulo de Ferdinand de Saussure, y sus primeras obras son una continuación de las investigaciones de aquel sobre las lenguas indoeuropeas. Como comparatista, fue autor de un conocido Vocabulario de las instituciones indoeuropeas (1969). Impartió cátedra en el Colegio de Francia entre 1937 y 1969, año en que se retiró por razones de salud.

## Más allá del comparatismo
Su recepción se limitó, inicialmente, al ámbito académico especializado, situación que cambió con la aparición de su obra Problemas de lingüística general (1966), libro seguido por un segundo volumen que recoge artículos de 1965-1972. Dada la categoría de muchos de sus comentaristas —como su admirador Roland Barthes—, se le inscribe dentro de la corriente estructuralista, aunque su modo de abordar el lenguaje fuese muy personal. En todo caso, en su primer tomo de los Problemas de lingüística general, además de su balance «Saussure, después de medio siglo», dedica la tercera parte del libro a la idea de estructura y de clasificación en las lenguas. Jacques Lacan en sus Écrits reconoce que es su trabajo el que asesta el golpe definitivo a la interpretación conductista del lenguaje humano, que a diferencia de la comunicación entre las abejas, no es un mero sistema de estímulo y respuesta. Julia Kristeva considera que su teoría de los pronombres, especialmente la denominada polaridad de yo y tú, es decisiva a la hora de desarrollar una teoría dinámica de la subjetividad.
En su trabajo sobre los pronombres, partiendo del fenómeno de la deixis, estudiado por Roman Jakobson, desarrolla una distinción entre énoncé (afirmación independiente del contexto) y énonciation (acto de afirmar asociado al contexto). Según Benveniste, «Yo puede identificarse solamente por el ejemplo de discurso que lo contiene» y, simétricamente, se definiría Tú como «el individuo al que se habla en el ejemplo actual del discurso que contiene la muestra lingüística tú».  Eventualmente, estos postulados serían reconocidos por la semiótica de corte estructuralista como Teoría de la enunciación.

## El tiempo en el análisis verbal
Su concepto de tiempo, lejos de ser un dato a priori, ejemplifica bien sus ideas en una presentación. En Problemas de lingüística general T. II (siglo XXI, México, 1979, pp. 73 y ss.), Benveniste hace las siguientes distinciones:
- 1.  «El tiempo físico del mundo es un continuo uniforme, infinito, lineal, segmentable a voluntad. Tiene por correlato en el hombre una duración infinitamente variable que cada individuo mide de acuerdo con sus emociones y con el ritmo de su vida interior.»
- 2.  «Del tiempo físico y de su correlato psíquico, la duración interior, distinguiremos con gran cuidado el tiempo crónico, que es el tiempo de los acontecimientos, que engloba asimismo nuestra propia vida en tanto que sucesión de aconteceres... Nuestro tiempo vivido corre sin fin y sin retorno, es la experiencia común. Nunca recobramos nuestra infancia, ni el ayer tan próximo, ni el instante huido al instante. No obstante, nuestra vida tiene puntos de referencia que situamos con exactitud en una escala reconocida por todos y a los que ligamos nuestro pasado inmediato o lejano... Es una condición necesaria de la vida de las sociedades y de la vida de los individuos en sociedad. Este tiempo socializado es el del calendario... [es] fundamento de la vida de las sociedades.»
- 3.  «... ¿qué hay del tiempo lingüístico? Una cosa es situar un acontecimiento en el tiempo crónico, otra cosa es situarlo en el tiempo de la lengua. Lo que tiene de singular el tiempo lingüístico es que está orgánicamente ligado al ejercicio de la palabra, que se define y se ordena como función del discurso... Este tiempo tiene su centro – un centro generador y axial a la vez – en el presente de la instancia de la palabra. Cuanta vez un locutor emplea la forma gramatical de 'presente' (o su equivalente), sitúa al acontecimiento como contemporáneo de la instancia de discurso que lo menciona... El locutor sitúa como 'presente' todo lo que implica como tal en virtud de la forma lingüística que emplea. Este presente es reinventado cuanta vez un hombre habla porque es, al pie de la letra, un momento nuevo, no vivido aún... Este presente se desplaza con el discurso..., en realidad el lenguaje no dispone sino de una sola expresión temporal, el presente, y que este, señalado por la coincidencia del acontecimiento y del discurso, es por naturaleza implícito... Por el contrario, los tiempos no presentes, ellos sí siempre explicitados en la lengua, a saber, el pasado y el porvenir, no están en el mismo nivel del tiempo que el presente... La lengua debe por necesidad ordenar el tiempo a partir de un eje, y este es siempre y solamente la instancia de discurso.»

El tiempo lingüístico, entonces, se instaura en cada acto de palabra, cada situación nueva de discurso, cada vez que un locutor habla. Los demás tiempos son los que recubren la experiencia. 

## Obra
- Problemas de lingüística general, t. I (1966). Tr.: México, Siglo XXI, 1974.
- Problemas de lingüística general, t. II (1974). Tr.: México, Siglo XXI, 1979.
- Vocabulario de las instituciones indoeuropeas (1969). Tr.: Madrid, Taurus, 1983.
- Hittite et indo-européen: études comparatives